# Nikolai Andrejewitsch Orlow
Nikolai Andrejewitsch Orlow (russisch Николай Андреевич Орлов; * 25. Februar 1892 in Jelez; † 31. Mai 1964 in Grantown-on-Spey) war ein russisch-britischer Pianist und Musikpädagoge.
Orloff hatte den ersten Klavierunterricht bei seiner Mutter und war später Schüler von Karl Kipp und Konstantin Nikolajewitsch Igumnow am Moskauer Konservatorium sowie von Wassili Iljitsch Safonow am Gnessin-Institut Moskau, wo er 1910 eine Goldmedaille gewann. Er debütierte 1912 in Moskau als Pianist und spielte im gleichen Jahr die Uraufführung von Alexander Glasunows Erstem Klavierkonzert. Ab 1913 unterrichtete er an der Musikhochschule der Philharmonischen Gesellschaft Moskau, von 1916 bis 1921 am Moskauer Konservatorium.
Ende 1921 reiste er mit Glasunow, der sein erstes Konzert dirigierte, nach Westeuropa und ließ sich 1922 in Paris nieder. Von dort aus unternahm er Konzertreisen durch Europa. 1924 kam er nach Großbritannien. Dort debütierte er mit dem Schottischen Orchester Glasgow und trat danach in London auf. Konzertreisen von hier führten ihn nach Nord- und Südamerika, Fernost und in fast alle Länder Europas. 1951 erhielt er die britische Staatsbürgerschaft. Sein letztes Konzert gab er 1962 in Mailand. Bekannt wurde er vor allem als Chopin-Interpret, erhalten ist auch eine Aufnahme des Ersten Klavierkonzerts Tschaikowskis.